# ТЭМ4
ТЭМ4 (тепловоз с электрической передачей, маневровый, тип 4) — шестиосный тепловоз с мощностью по дизелю 1000 л. с., выпускавшийся Брянским машиностроительным заводом с 1964 по 1966 год. Конструктивно является экспортной версией ТЭМ2 для поставок на Кубу.
Несмотря на то, что ТЭМ4 в основном был копией ТЭМ2, ряд машин, приборов и аппаратов подверглись изменениям для возможности эксплуатации в условиях тропического климата (высокие температура и влажность). Из-за этого в обозначениях ряда оборудования, включая дизельный двигатель, тяговый генератор и тяговые электродвигатели, был добавлен индекс Т — для тропического климата. Наиболее серьёзным изменением  стало снижение мощности дизеля с 1200 (как у ТЭМ2) до 1000 л. с.
Всего было выпущено 44 тепловоза ТЭМ4, из которых на Кубу были отправлены 40 штук. 4 тепловоза (2 выпущенных в 1964 году и ещё по одному в 1965 и 1966 гг.) были оставлены для эксплуатации в Советском Союзе. 